# Строительство 90 и ИТЛ
Строительство 90 и ИТЛ — специализированный исправительно-трудовой лагерь в системе ГУЛага, организованный в 1947 году в Московской области. 
Заключённые участвовали в строительстве и обслуживании различных научных и промышленных объектов в Москве и области, а также на ряде других вспомогательных производств.

## История

### Предшественник Строительства 90 и ИТЛ
- ИТЛ Спецстроя — организован 5 апреля 1946; закрыт 3 декабря 1947 (переименован в Строительство 90 и ИТЛ).[1]

### Преемники Строительства 90 и ИТЛ
- Строительство 560 и ИТЛ (ИТЛ и Строительство 560) — организован между 17 марта 1949 и 6 апреля 1949 (переименован из Строительства 90 и ИТЛ); закрыт 15 ноября 1952. 
Дислокация: г. Москва, ул. Б. Серпуховская, 14.[2]
- Строительство 565 и ИТЛ (ИТЛ и Строительство 565) — организован 14 июля 1951; закрыт 14 мая 1953 (переименован в Баковский ИТЛ). 
Дислокация: г. Москва, ул. Б. Ордынка, 22. 
Литер: ЖБ с 04.07.1953. 
Телеграфный код: «Траверс» (Москва, Главпочтамт).[3]
- Баковский ИТЛ (Баковлаг) — организован 14 мая 1953 (переименован из Строительства 565 и ИТЛ); закрыт 23 июля 1956. 
Дислокация: Московская обл., г. Кунцево, Рабочий Посёлок, ул. Сталина, д. 24. 
Литер: ЖБ — перешёл от предшественника. 
Телеграфный код: «Траверс». 
Адрес: Москва-Кунцево-4, п/я ЖБ-864; г. Кунцево Московской обл., п/я ЖБ-864.

### Строительство 90 и ИТЛ
- Строительство 90 и ИТЛ — организован 31 декабря 1947 (переименован из ИТЛ Спецстроя); закрыт между 17 марта 1949 и 15 апреля 1949 (переименован в Строительство 560 и ИТЛ).[4] 
Подчинён: Главное управление лагерей промышленного строительства (ГУЛПС). 
Дислокация: г. Москва. 
Литер: АЧ — перешёл от ИТЛ Спецстроя. 
Адрес: г. Москва 49, ул. Б. Серпуховская, д. 14.
  - В Строительство 90 и ИТЛ с 26.02.1948 вошёл ИТЛ и Строительство «В-1», реорганизованный в ОЛП (отдельный лагерный пункт).

### Производство
- Строительство объекта 392 ГУО МГБ до 30.10.1948, с 01.01.1949 — объекта «В» (ныне Физико-энергетический институт в г. Обнинске), перешедшее от расформированного ИТЛ «В-1».
- Строительство НИИ-9 (ныне Научно-исследовательский институт неорганических материалов, ВНИИНМ).
- Строительство Лаборатории № 3 АН СССР (ныне Институт теоретической и экспериментальной физики).
- Строительство Главного здания МГУ и зданий факультетов физики, химии и биологии на Ленинских горах[5].
- Строительство производственной базы в Карачарове (мастерских по изготовлению металлоконструкций и лифтов для Главного здания МГУ).
- Строительство керамзитового завода в Тучкове.
- Строительство Рабочего посёлка в Кунцеве.
- Строительство жилых домов на Остаповском шоссе (между площадью Крестьянской Заставы и Остаповским проездом).
- Обслуживание завода № 6 в Водниках.
- Обслуживание базы производственных предприятий Управления строительства Дворца Советов в Лужниках.
- Строительство зданий Центральных государственных архивов на Б. Пироговской ул., д. 17 до 16.06.1948 (ныне Государственный архив Российской Федерации (ГА РФ), Российский государственный архив экономики (РГАЭ), Российский государственный архив древних актов (РГАДА))[6].
- Лесозаготовки.
- Работа на Васильевском карьере в Калужской области и строительство ж/д ветки к нему.
- Работа на Дубенском известняковом карьере в Коломенском районе Московской области.[7]

### Начальники
- Хархардин А. И., полковник, не позднее 26.02.1948 - не ранее 22.02.1949

### Численность заключённых
- 01.01.1948 — 11 194
- 01.01.1949 — 11 603 (Учётно-распределительный отдел ГУЛАГа)